# Sphegina violovitshi
Sphegina violovitshi är en tvåvingeart som beskrevs av Stackelberg 1956. Sphegina violovitshi ingår i släktet midjeblomflugor, och familjen blomflugor. Inga underarter finns listade i Catalogue of Life.